# Katona István (segédpüspök)
Katona István (Nagykáta, 1928. október 3. –) magyar katolikus pap, váci, később pedig egri segédpüspök. Ferenc pápa 2013-ban fogadta el nyugdíjazási kérelmét.

## Pályafutása
Tízen voltak testvérek, ő az ötödik gyermeke volt szüleinek. Édesapja halálával félárva maradt. Nagykátai és szegedi középiskolai évek után a szegedi szemináriumot végezte el 1953-ban. Ugyanezen év június 7-én szentelték pappá Szegeden.
Káplán volt először Újszegeden, majd 1954-től Kiszomborban, 1958-tól pedig plébános Klárafalván, 1970-től Apátfalván, 1987-től Szeged-Rókusvárosban. Közben 1965-től 1967-ig továbbtanult a Hittudományi Akadémián, 1970-ben summa cum laude minősítéssel végzett a Központi Papnevelő Intézetben[forrás?] és szerzett teológiai doktorátust.

### Püspöki pályafutása
1989. november 3-án II. János Pál pápa brixellumi címzetes püspökké és váci segédpüspökké nevezte ki. December 9-én szentelték püspökké. Püspöki jelmondata: „Mane nobiscum Jesu!” (Maradj velünk, Jézusunk!) Mint a Katolikus Iskolai Főhatóság vezetője, az újjászerveződő katolikus iskolák szervezésével és segítésével foglalkozott 1996-ig. A Magyar Katolikus Püspöki Konferencia ezt a Pro Pedagogia Christiana kitüntetés arany fokozatával jutalmazta. Amikor betöltötte a 75. életévét, az egyházi előírások szerint kérte a pápától nyugállományba helyezését, de II. János Pál pápa ezt elutasította, így folytatta püspöki szolgálatát.
egri segédpüspök 1997. október 10., általános helynök pedig 2003. január 20. óta volt. Időnként jelentkezik a Szent István Rádióban a Szentek, szent életű emberek című műsorával, illetve egyéb műsorokban, más alkalmakkor is, ha püspöki megnyilatkozásra van szükség valamely ügyben.
2013. november 25-én Ferenc pápa elfogadta lemondását, így nyugdíjba vonult; ekkor ő volt a legidősebb aktív európai püspök.

## Főbb művei
- Die Hauptzüge der Konsolidierung und der Erneuerung; Budapress, Bp., 1981
- Glavnije cserti konszolidacii i obnovlenyija; Budapress, Bp., 1981
- La consolidación y los rasgos principales de la renovación; Budapress, Bp., 1981
- Les principaux traits de la consolidation et du renouveau; Budapress, Bp., 1981
- The main features of consolidation and renewal; Budapress, Bp., 1981
- Amit a Bibliáról tudni kell; szerk. Katona István; FerroCoop Kisszövetkezet, Bp., 1989
- Kis katolikus katekizmus (Katholischer Kurz-Katechismus); ford. Katona István; Agapé, Szeged, 1995
- Az Isteni Irgalmasság rózsafüzére a Te mentséged és kilenced az Isteni Irgalmassághoz. A kiadás alapjául szolgál Szent Faustyna Kowalska nővér Naplója; összeáll. Katona István; Márton Áron, Bp., 2002
- Katona István–Kunszabó Zoltán: Meghívás az életre. Lelkiismeretvizsgálat felnőtteknek életgyónás alkalmával; 2. bőv. kiad. Marana Tha, Bp., 2007 (Marana tha sorozat)
- Szentek, szent életű emberek, 1-4.; Szent Gellért, Bp., 2009–2010
- Az Isteni Irgalmasság rózsafűzére a Te mentséged. A kiadás alapjául szolgál Szent Faustyna Kowalska nővér Naplója; összeáll. Katona István; Isteni Irgalmasság Alapítvány, Eger, 2014
- Szelíd határozottsággal. Elmer István beszélgetése Katona István nyugalmazott segédpüspökkel; Szent István Társulat, Bp., 2016 (Pásztorok)
- Űzd el a farkasokat Pásztor! A szabadítás kézikönyve; 2. átdolg. kiad.; Marana Tha, Bp., 2019 (Marana tha sorozat)
- Élet a lélekben szeminárium. Isten Országa bennetek van. Tanítások és napi elmélkedések. Lelkigyakorlat egyéni vagy közös használatra; összeáll. Katona István; Marana Tha, Bp., 2020 (Marana tha sorozat)
- Az isteni irgalmasság; szerzői, Eger–Nyíregyháza, 2021
- A szeretet köteléke. A budapesti 34. Nemzetközi Eucharisztikus Kongresszus rövid ismertetése; 2. bőv., átdolg. kiad.; Szt. Gellért, Bp., 2021

## Kitüntetések
- A Magyar Érdemrend középkeresztje (2017)[5]

## Fordítás
- Ez a szócikk részben vagy egészben  a   Diocesi di Brescello című olasz Wikipédia-szócikk fordításán alapul.  Az eredeti cikk szerkesztőit annak laptörténete sorolja fel. Ez a jelzés csupán a megfogalmazás eredetét és a szerzői jogokat jelzi, nem szolgál a cikkben szereplő információk forrásmegjelöléseként.